# Sông Kharkiv
Kharkiv (tiếng Ukraina: Ха́рків) hoặc Kharkov (tiếng Nga: Харьков) là một sông tại tỉnh Kharkiv, Ukraina, một phụ lưu tả ngạn của sông Lopan. Sông khởi nguồn từ thị trấn Oktyabrsky tại tỉnh Belgorod của Nga và đổ vào sông Lopan tại thành phố Kharkiv.
Tên gọi sông Kharkiv có thể là nguồn gốc của tên thành phố Kharkiv. Sông cũng được biết đến là nơi có hoạt động người dân tắm nước lạnh có tên là morzhei nghĩa là "moóc".

## Mô tả
Chiều dài của sông là 71 km. Diện tích lưu vực là 1.160 km². Độ dốc của sông là 0,8 m/km. Thung lũng sông có dạng hình thang, không đối xứng, rộng 2 km. Vùng bãi bồi hai bên là sình lầy, rộng 0,5-1,5 km. Sông uốn lượn, rộng 15 m, sâu 3 m. Sông được sử dụng để cấp nước, tưới tiêu và giải trí. Các ao nước được tạo ra trên sông (và các phụ lưu của nó), cũng như các hồ chứa Travyanske, Muromske và Vyalivske.

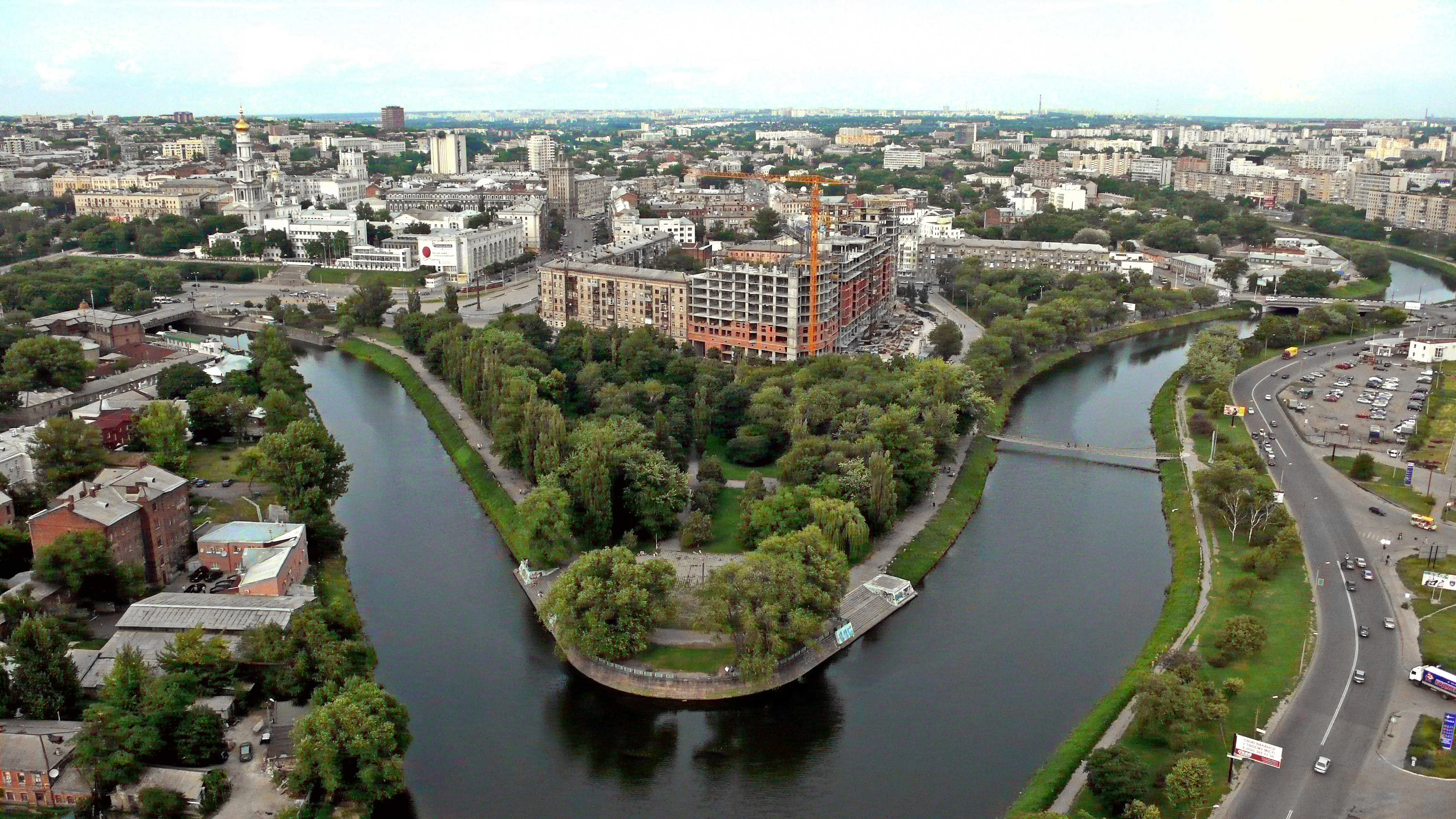
sông Kharkiv và sông Lopan hợp lưu tại trung tâm thành phố Kharkiv

Lũ lụt mùa xuân trên sông Kharkiv xảy ra ở quận Zhuravlivka (khu vực ga tàu điện ngầm "Kyivska" và phía trên siêu thị "Rost"). Tại hạ lưu sông chảy qua vùng bờ cao và được điều tiết bởi Đập Honcharivskoyo, nằm bên dưới điểm cửa sông nhập vào Lopan.
Các trận tràn bờ lịch sử của sông Kharkiv vào mùa xuân thường xuyên gây ra lũ lụt ở thành phố Kharkiv trong suốt thế kỷ 18 và đầu thế kỷ 20, cụ thể là vào các năm 1785, 1805, 1853, 1877, 1883, 1889, 1893, 1915 và 1925. Sau trận lụt năm 1893, các bờ bao ở Kharkiv đã được nâng lên 4 sazhen (8,5 m)..

## Vị trí
Sông Kharkiv bắt nguồn từ phía đông khu định cư Oktyabrskyi, huyện Belgorodsky, tỉnh Belgorod (Nga). Sông chảy theo hướng tây nam, nam rồi lại tây nam. Sông Kharkiv chảy vào sông Lopan ở trung tâm của thành phố Kharkiv trong một khu vực được gọi là mũi Lopan.

## Hồ chứa

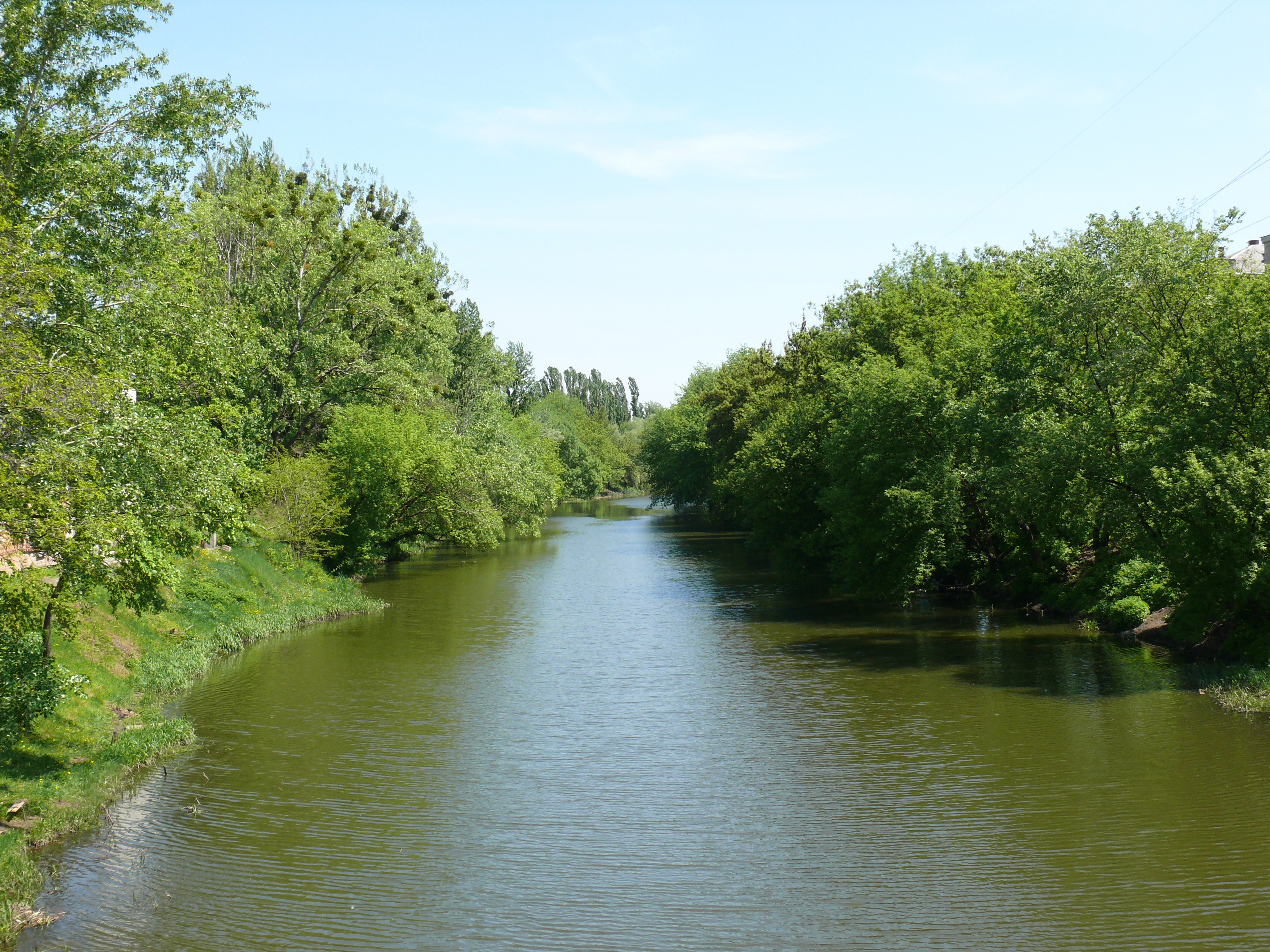
Sông Kharkiv nhìn từ cầu Chihirin

Năm 1962, đập Zhuravlivsky được xây dựng trên sông Kharkiv để điều tiết dòng chảy trên sông và tạo ra hồ chứa nước Zhuravlivsky với thể tích 2,5 triệu m3, nơi đây thành lập Công viên nước Zhuravlivsky. Trong thời gian 2013-2018, đập được cải tạo để gia cố các cấu trúc hỗ trợ cũng như các kênh đầu vào và đầu ra..
Đập Honcharivska thực hiện công việc tưới tiêu và điều tiết mức dòng chảy để ngăn lũ lụt và ngập úng ở hạ lưu sông Kharkiv, nằm gần cửa sông ở trung tâm thành phố. Sông được tháo cạn và tích nước thường xuyên để bình thường hóa dòng chảy và để dọn sạch các mảnh vụn hoặc phục vụ công việc sửa chữa..

## Giao thông thủy
Vào đầu thế kỷ 20, một kháng nghị đã được gửi tới hội đồng thành phố Kharkiv về việc phát triển một dự án tưới tiêu sông Kharkiv và tạo ra một tuyến đường thủy từ Belgorod và Kharkiv đến Rostov-na-Don. Sau đó, trong thời kỳ Liên Xô vào những năm 1920 và 1930, nảy sinh ý tưởng kết nối Kharkiv với biển Azov. Nhưng vào cuối những năm 1930, chúng đã bị loại bỏ do tính chất phi thực tế của những kế hoạch này.
Năm 1932, dịch vụ vận chuyển công cộng thuyền 24 người mở ra trên sông Lopan và Kharkiv. Tuyến đầu tiên chạy từ cầu Kharkiv đến Mitrofaniv thuộc Zhuravlivka. Vào năm 1933, những chiếc thuyền đã có sức chứa lên đến 40 người. Số lượng của chúng tăng lên 10, và giá vé là 25 kopeck. Giao thông trên sông được cho là hoạt động 200 ngày một năm. Sau Thế chiến thứ hai, những chiếc thuyền này chuyên chở hành khách trong một thời gian cho đến năm 1953, sau đó hoạt động vận tải đường sông ngừng hoạt động.
Năm 1996, du thuyền "Pavlik Morozov", trước đây từng đi trên sông Dnepr, được vận chuyển đến Kharkiv. Sau khi được trùng tu, con tàu tên "Lastivka" tiến hành vận chuyển tham quan, nhưng nó không đi dọc theo sông Kharkiv do có cầu đi bộ thấp. Trước Euro 2012, một bến thuyền được mở cửa tại Kharkiv trên sông Lopan gần nơi hợp lưu với sông Kharkiv.